# Villa VPRO (radioprogramma)
Villa VPRO was in twee periodes een radioprogramma van de Nederlandse omroep VPRO, namelijk van 1978 tot 1983 en van 2008 tot 2013. 

## 1978-1983
Het programma werd wekelijks uitgezonden op Hilversum 1. Het was de opvolger van het totaalprogramma VPRO vrijdag. Medewerkers waren Ronald van den Boogaard, Roel van Broekhoven, Djoeke Veeninga, Jan Jongepier, Harmke Pijpers, Kees Slager en incidenteel Cees Grimbergen. Het werd aangekondigd door Cor Galis. In 1984 werd het programma opgevolgd door Het Gebouw.

## 2008-2013
Van  25 augustus 2008 tot 1 januari 2014 werd Villa VPRO van maandag tot en met donderdag 's middags van 15:30 tot 16:30 uitgezonden op Radio 1. Het verving het ochtendprogramma De Ochtenden dat de VPRO samen met de EO maakte. Villa VPRO bestond uit interviews, reportages en de achtergronden bij het nieuws en werd afwisselend gepresenteerd door Tessel Blok en Ger Jochems.

### Rubrieken
Vaste onderdelen in het programma waren de wetenschapsrubriek Noorderlicht, de buitenlandrubriek Bureau Buitenland, Wereldnet, de minidocumentaires in Eén Minuut en de na 16:00 gevoerde paneldiscussies Schuld en Boete (criminaliteit op maandag), Het Vragenuur (politiek op dinsdag), Net Uit (non-fictieboeken op woensdag) en Klinkende Munt (economie op donderdag).